# Дмитриев, Филипп Дмитриевич
Филипп Дмитриевич Дмитриев (1910—1945) — лейтенант Рабоче-крестьянской Красной Армии, участник Великой Отечественной войны, Герой Советского Союза (1945).

## Биография
Филипп Дмитриев родился 12 октября 1910 года в деревне Олисово (ныне — имени Дмитриева Клинского района Московской области) в семье крестьянина. Получил начальное образование. Проживал в посёлке Высоковский (ныне — Высоковск) того же района, работал электромонтёром прядильно-ткацкой фабрики. В 1939 году Дмитриев был призван на службу в Рабоче-крестьянскую Красную Армию. С июня 1941 года — на фронтах Великой Отечественной войны. Принимал участие в боях на Южном, Воронежском, Калининском, 1-м Прибалтийском, Западном и 3-м Белорусском фронтах. В 1943 году окончил артиллерийское училище. К августу 1944 года лейтенант Филипп Дмитриев командовал огневым взводом 616-го артиллерийского полка 184-й стрелковой дивизии 5-й армии 3-го Белорусского фронта. Отличился во время освобождения Литовской ССР.
7 августа 1944 года в районе хутора Тупики Шакяйского района, когда к позициям батарей полка Дмитриева прорвалась большая группа танковых и пехотных подразделений противника, Дмитриев быстро развернул орудия своего взвода и приказал открыть огонь, в результате чего было уничтожено 7 танков и рассеяна вся пехота противника. Действия Дмитриева и его взвода способствовали успешному отражению контратаки и дальнейшему продвижению стрелковых частей. В одном из последующих боёв в Восточной Пруссии Дмитриев получил тяжёлое ранение, от которого скончался 14 февраля 1945 года. Похоронен в братской могиле в посёлке Славское Багратионовского района Калининградской области.
Указом Президиума Верховного Совета СССР от 24 марта 1945 года за «мужество и героизм, проявленные в боях по освобождению Литвы», лейтенант Филипп Дмитриев посмертно был удостоен высокого звания Героя Советского Союза. Также был награждён орденами Ленина, Отечественной войны 2-й степени, Красной Звезды.
В честь Дмитриева переименована его родная деревня, названа улица, школа и клуб самбо в Высоковске.